# Musée de Préhistoire de Carnac
Le musée de Préhistoire appelé aussi musée archéologique James Miln - Zacharie Le Rouzic est un musée monothématique de la ville de Carnac dans le département français du Morbihan. 

## Histoire
En 1881, à la mort de l'archéologue James Miln, le mobilier archéologique qu'il avait recueilli lors de ses fouilles carnacoises est encore conservé et exposé dans les pièces qu'il occupait à l'Hôtel des Voyageurs à Carnac. Robert Miln, frère de James, charge l'amiral Tremlett, autre occupant de l'hôtel, de régler sur place sa succession. En 1882, Tremlett propose d'attribuer les collections à la ville de Carnac, contribuant ainsi à la fondation du Musée J. Miln. Robert Miln fait construire à ses frais un bâtiment spécial pour loger les collections de son frère  et il nomme Zacharie Le Rouzic gardien du musée,.
En 1910, Le Rouzic en devient le conservateur officiel. Le Rouzic contribue à la renommée du musée, où il assure les visites durant la saison touristique, activité qu'il maintiendra jusqu'à sa mort. En 1926, Le Rouzic lègue sa propre collection de 3 000 objets archéologiques au musée J. Miln. Le conseil municipal de Carnac ajoute alors son nom à l'appellation du musée. En 1946, le musée est rattaché à l’Université de Rennes (Institut de Géologie) puis finalement rétrocédé en 1958 à la ville de Carnac. En 1984, le musée s'installe dans l'ancien presbytère.

## Fréquentation
Pour des raisons techniques, il est temporairement impossible d'afficher le graphique qui aurait dû être présenté ici.

## Collections
Le musée conserve l'une des plus importantes collections préhistoriques d'Europe constituée de 350 000 objets provenant de deux cents sites, dont cent-vingt mégalithiques, correspondant à trente communes du sud-Morbihan situées entre la ria d'Étel et la presqu'île de Rhuys, dont plusieurs sites phares du Néolithique et du mégalithisme régional (Téviec, tumulus Saint-Michel, enceinte d'Er Lannic, tertre du Manio...). Ces collections sont classées monuments historiques et musée de France.

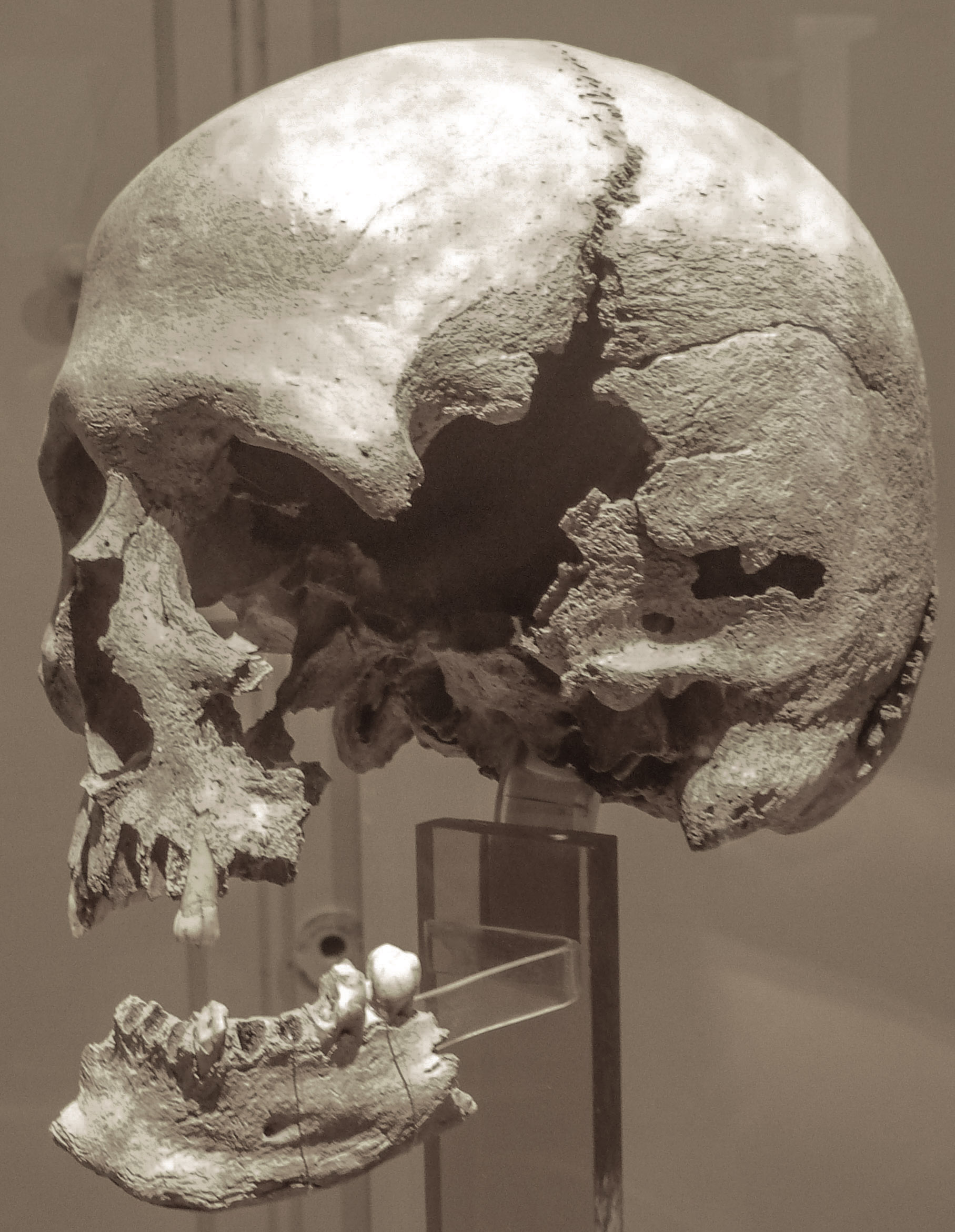
Tête d'homme trouvée sur l'îlot d'Er Yoc'h (fouille de Zacharie Le Rouzic faite en 1924-1925).
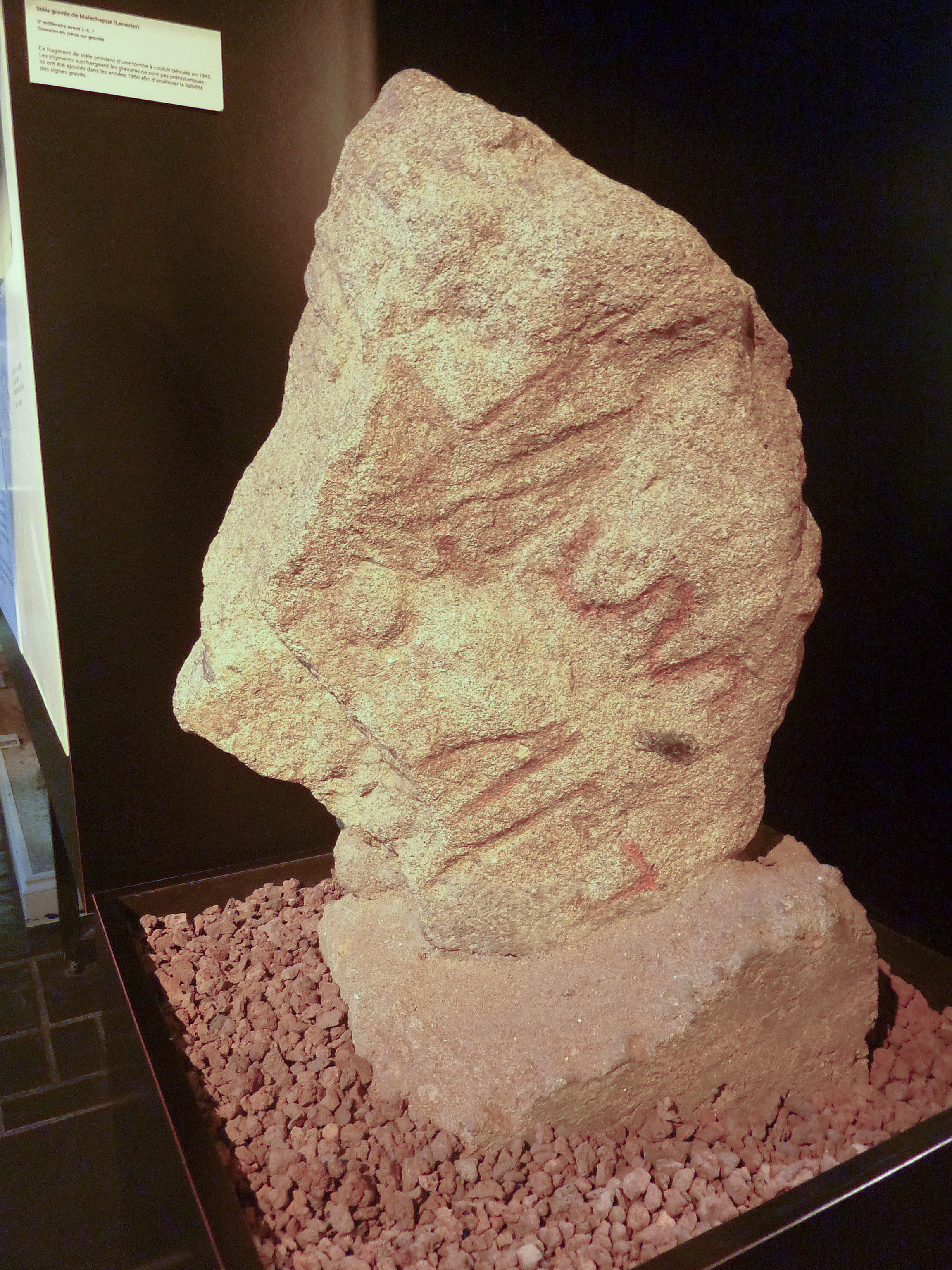
Stèle gravée de Malachappe en Lanester (datant probablement du Ve millénaire avant J.-C.)
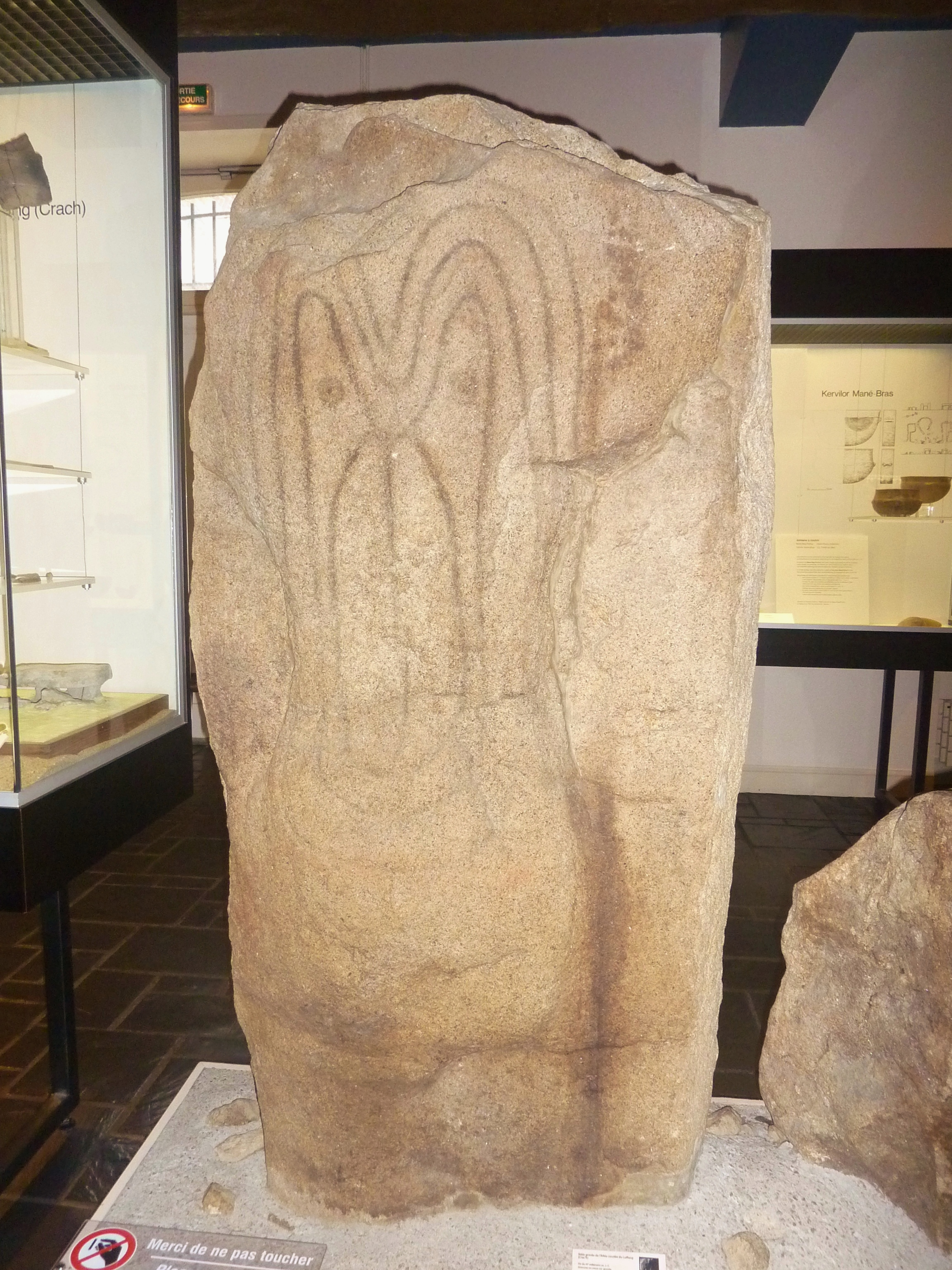
Stèle gravée de l'allée coudée de Luffang (gravures en creux sur granite ; fin du IVe millénaire avant J.-C.)
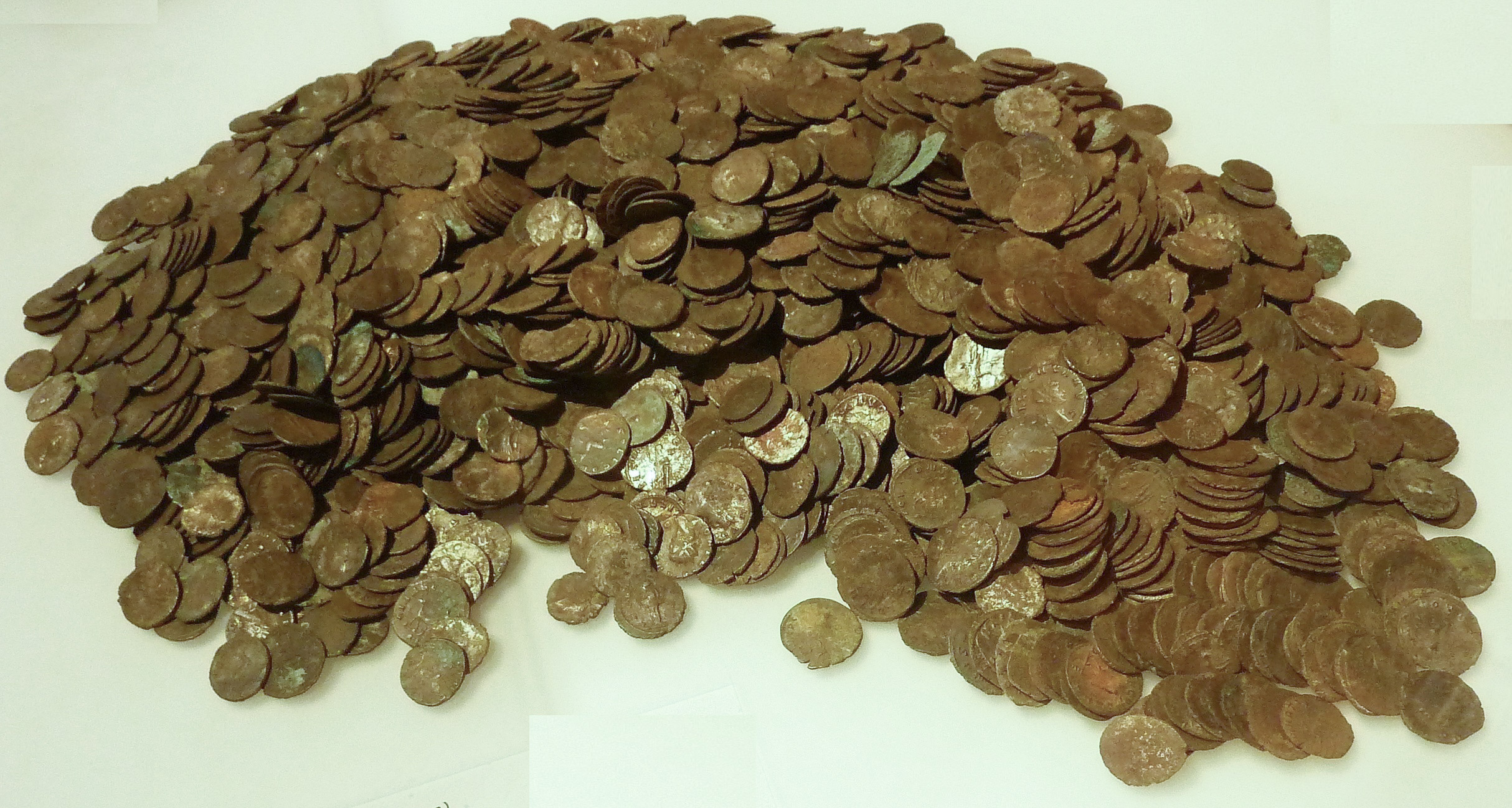
Missiriac : le trésor de Bermagouët (pièces enfouies à la fin du IIIe siècle)
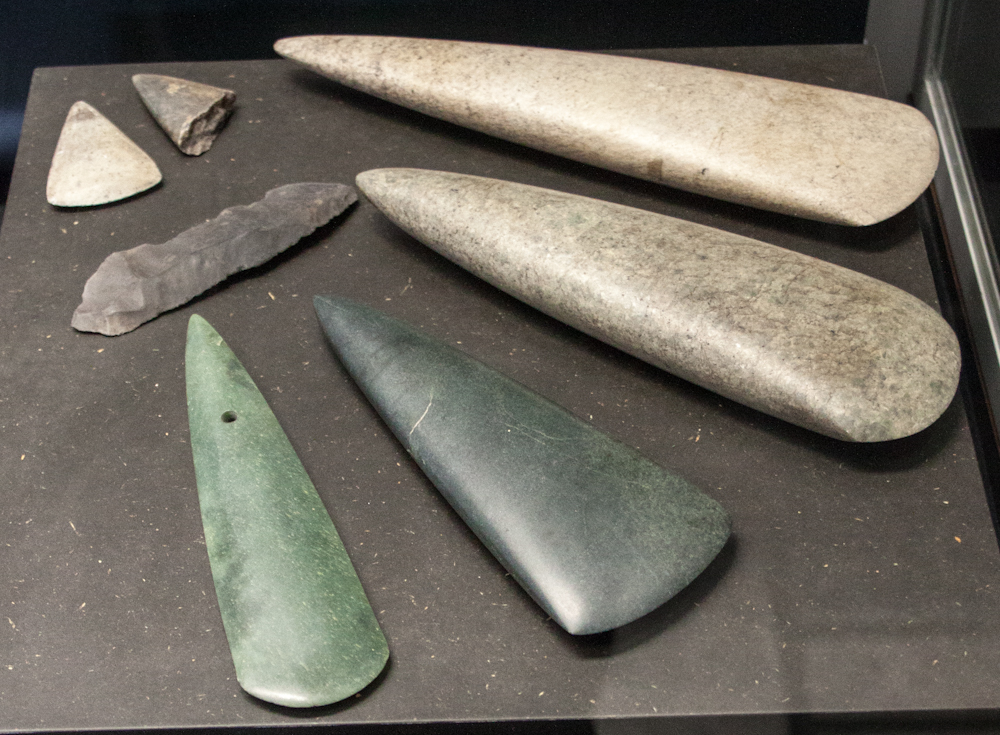
Haches polies trouvées en 1861 dans le tertre de la Croix de Kerham en Ploemeur (vers 4 500 à 4 000 avant J.-C.). Ce tumulus a été détruit depuis.
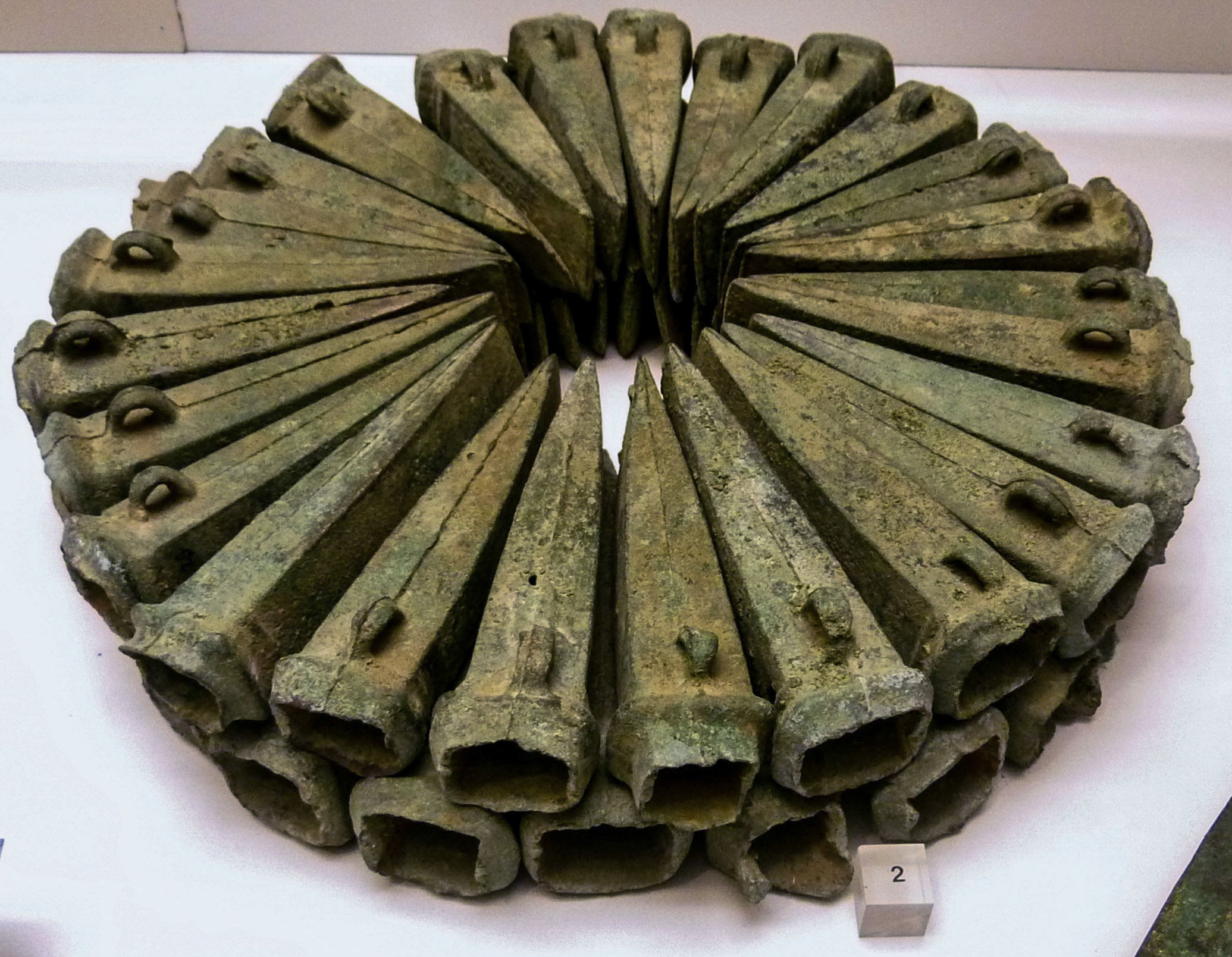
Haches à douille du dépôt de Quélenesse en Cléguérec trouvées en 1970
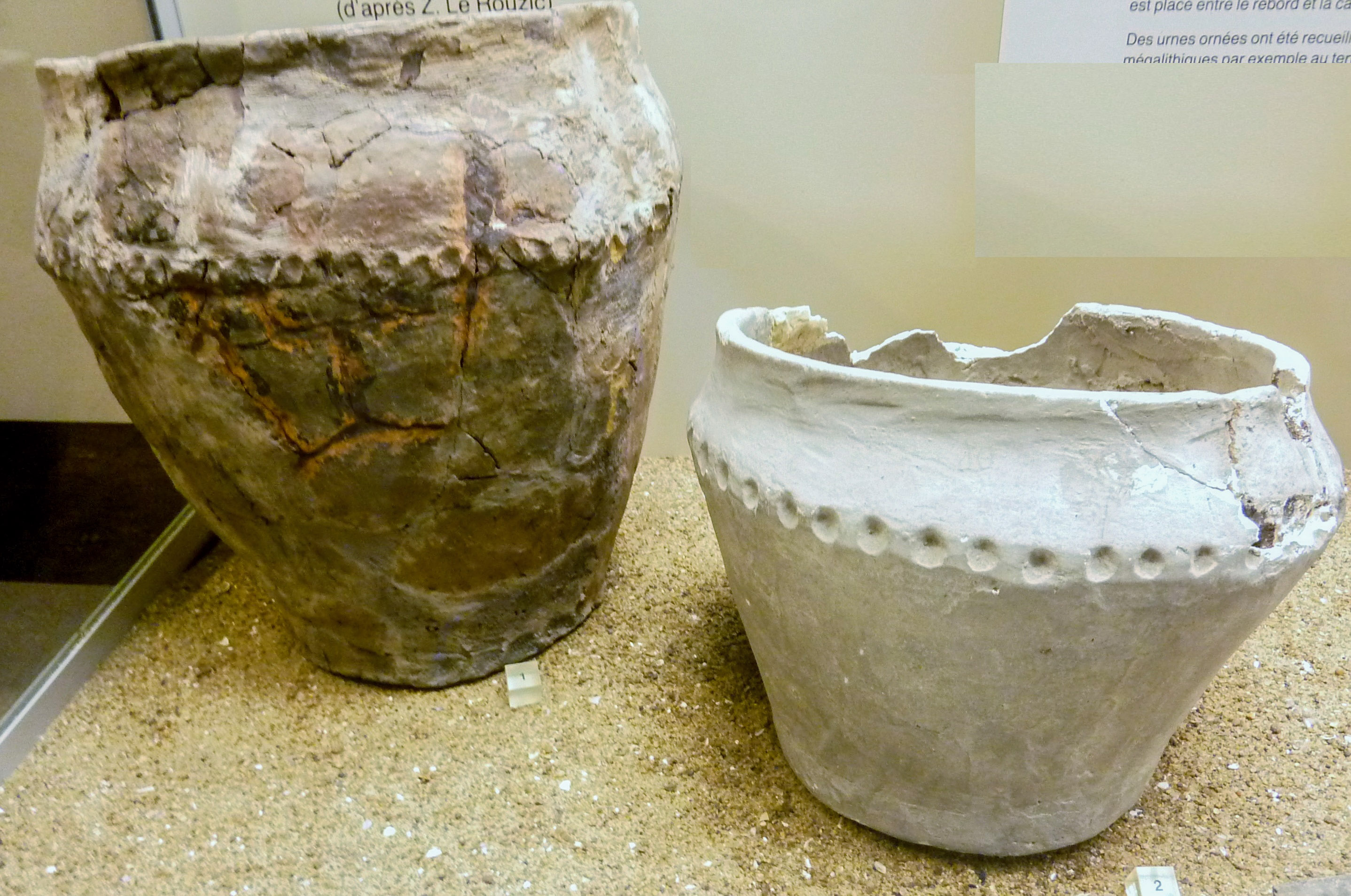
Deux vases exposés au musée de préhistoire de Carnac
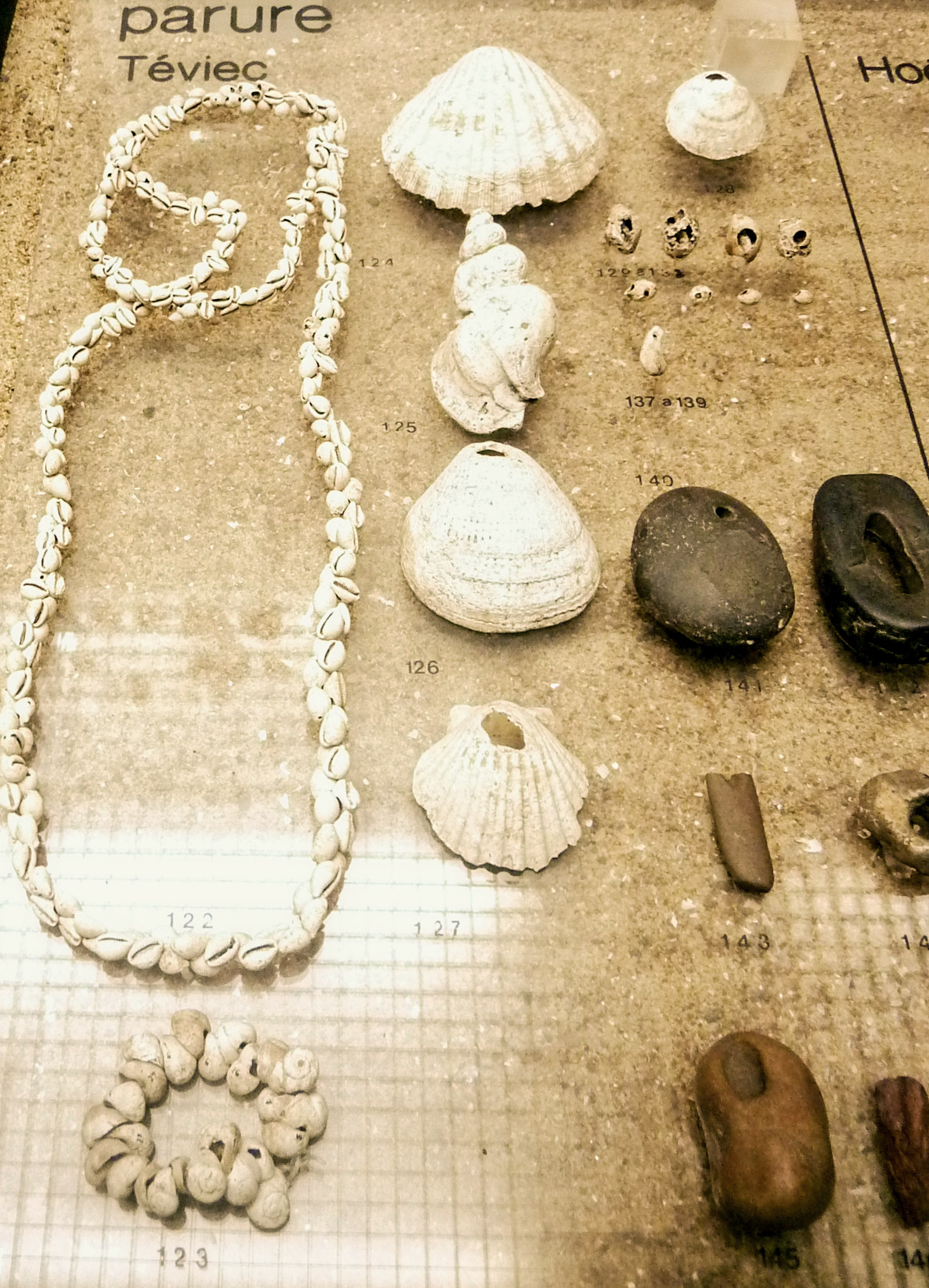
Colliers de coquillages et parures diverses trouvées dans une des tombes mésolithiques de Téviec
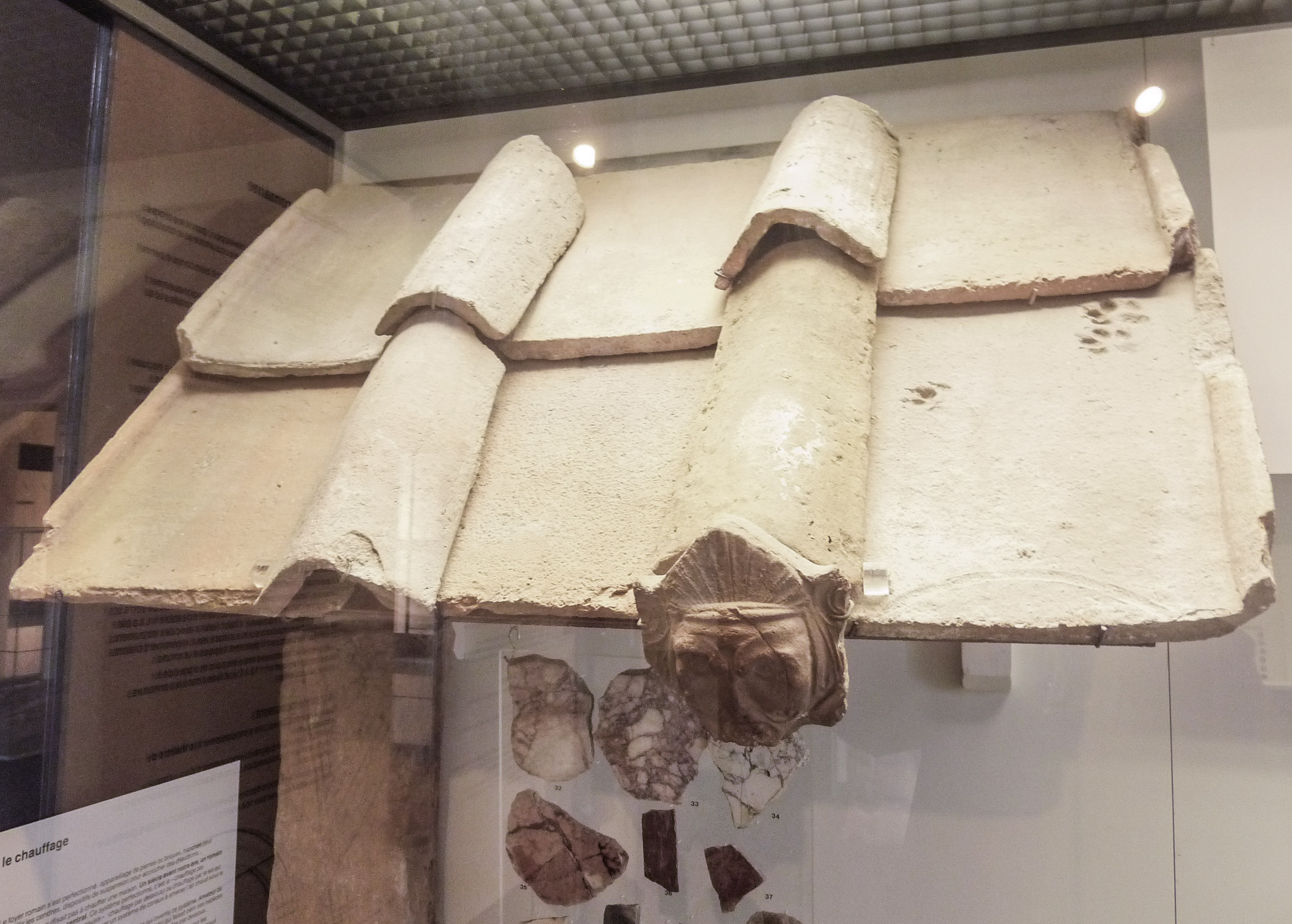
Reconstitution d'une partie du toit de la villa gallo-romaine Les Bosséno de Carnac
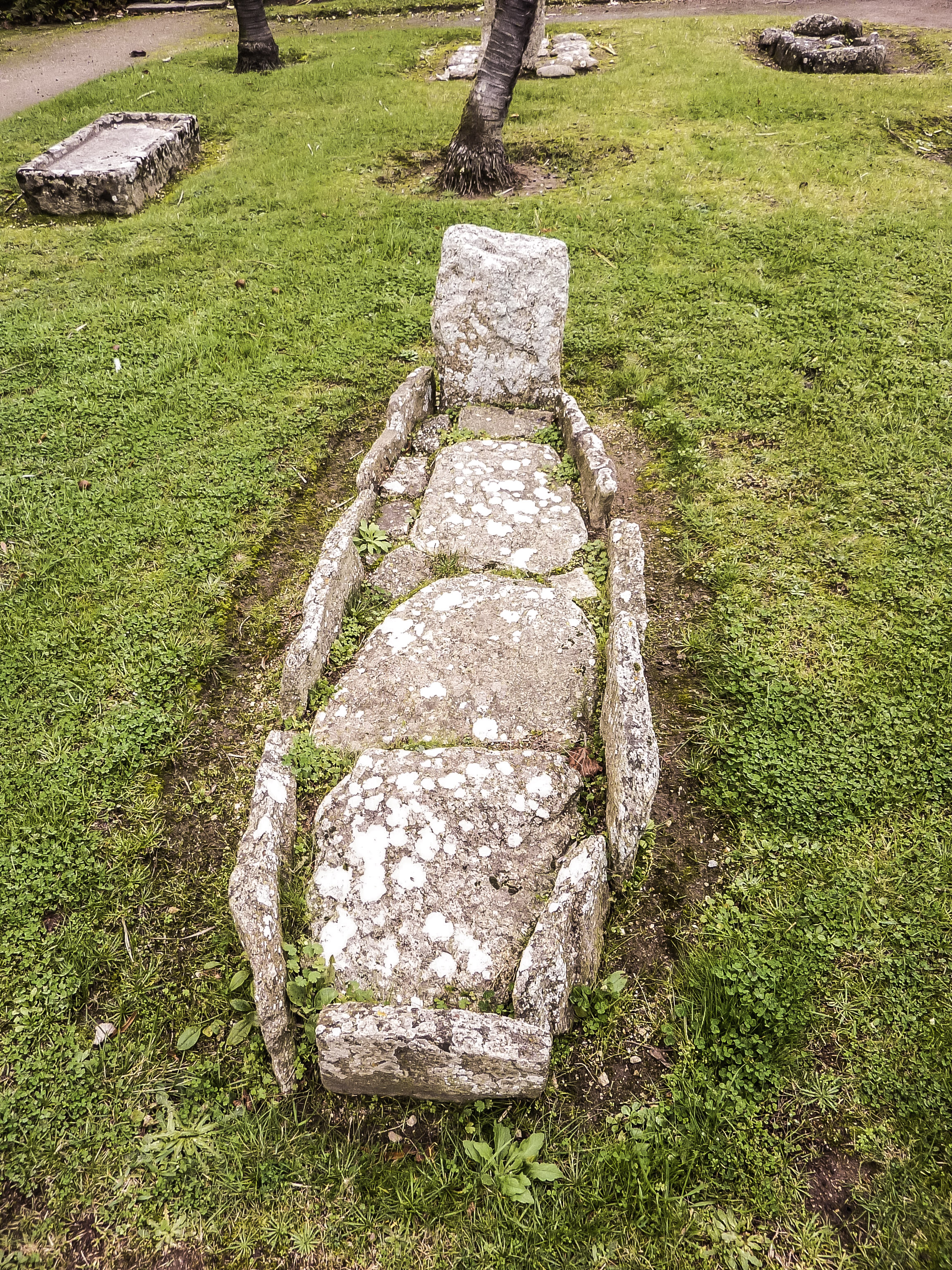
Tombes du cimetière de la chapelle Saint-Clément de Quiberon (datent du VIIIe siècle ; transférées dans le jardin du Musée de préhistoire de Carnac)